# UltraViolet (collectif)
Pour les articles homonymes, voir Ultraviolet (homonymie).
UltraViolet est un collectif de promotion des droits des femmes aux États-Unis. Le groupe mène des campagnes en ligne, à travers les médias sociaux, pour mettre en lumière des enjeux touchant les femmes, comme la violence contre les femmes, le congé maternité, l'égalité des salaires (en) et les droits reproductifs. Le collectif déclare que sa mission consiste à « lutter contre le sexisme et créer un monde plus inclusif, où toutes les femmes sont représentées ».

## Fondation
Le collectif est cofondé en février 2012 par Nita Chaudhary et Shaunna Thomas. Le nom renvoie à la couleur violette, associée symboliquement à la lutte pour le droit de vote des femmes aux États-Unis, aux mouvements LGBT et à la deuxième vague féministe. Chaudhary ajoute que « les lampes fluorescentes sont, en quelque sorte, les plus puissantes dans le spectre et qu'elles rendent visibles des choses que les personnes n'ont pas envie de voir ; or, notre mission consiste à exposer ce qui met les gens mal à l'aise, surtout concernant le sexisme ».
Deux mois après sa fondation, le collectif UltraViolet rassemble 300 000 membres
.

## Campagnes
UltraViolet a mené plus de 30 campagnes en ligne pour promouvoir les droits des femmes. Le collectif a aussi orchestré des manifestations et du lobbying par téléphone. Il soutient certaines campagnes dans la presse.

### Fondation Susan G. Komen
En février 2012, la Fondation Susan G. Komen (en) décide de cesser son financement du dépistage du cancer du sein dans les centres du Planned Parenthood. UltraViolet, dont le lancement était alors prévu en été, mène une campagne contre la fondation avec l'appui de MoveOn.org et CREDO SuperPac. Une pétition, remise à la fondation, porte près d'un million de signatures. Une semaine après avoir reçu la pétition, la fondation annule sa décision et rétablit son financement auprès du Planned Parenthood.
Après cette victoire, UltraViolet réclame la démission de Karen Handel, vice-présidente de la fondation, qui avait orchestré le retrait du financement au Planned Parenthood. Handel démissionne peu après.

### Rick Ross
En 2013, UltraViolet fait campagne pour que Reebok mette fin à son contrat avec le rappeur Rick Ross, qui avait composé un morceau sur le date raping d'une femme dans U.O.E.N.O. (en).

### Violences familiales chez les membres de la NFL
En 2014, après plusieurs problèmes de violences familiales de la part de joueurs de la National Football League, UltraViolet appelle à la démission de Roger Goodell. Le collectif envoie plusieurs panneaux aériens, portant le message « #GoodellMustGo », flotter au-dessus de stades appartenant à la NFL.

### Panneaux d'affichage des aéroports
En 2014, UltraViolet dépose des messages sur les panneaux d'affichage près des aéroports en Caroline du Nord, au Texas, en Louisiane et dans l'Ohio. Les annonceurs s'étaient montrés critiques envers la politique de l'État concernant les femmes.